# Kim St-Pierre
Kim St-Pierre (Châteauguay, 14 dicembre 1978) è un'ex hockeista su ghiaccio canadese, di ruolo portiere.
È stata la prima donna nella storia dello sport interuniversitario canadese a vincere una gara della stagione regolare maschile: nel 2003, quando militava nella squadra della McGill University (sconfissero la Ryerston University).
È stata tre volte campionessa olimpica con la sua nazionale in altrettante edizioni del torneo olimpico femminile di hockey su ghiaccio: a Salt Lake City 2002, a Torino 2006 e a Vancouver 2010.